# The Terminator (игра, Radical Entertainment)
The Terminator (с англ. — «Терминатор») — видеоигра в жанре платформер по мотивам известного научно-фантастического фильма «Терминатор» 1984 года режиссёра Джеймса Кэмерона. Разработана компанией Radical Entertainment и издана компанией Mindscape в декабре 1992 года в США для платформы NES.

## Сюжет
Игра практически полностью повторяет сюжет фильма. Главным героем является солдат Кайл Риз. 2029 год. Идёт война людей и машин. Солдату Кайлу Ризу дали задание: отправиться в Лос-Анджелес в 1984 год вслед за терминатором модели T-800 и спасти от него Сару Коннор (мать Джона Коннора).

## Игровой процесс
В игре всего шесть уровней. Практически на каждом из них (не считая третьего и пятого) встречаются враги в виде Терминаторов (как с кожным покровом, так и без). У Кайла при себе есть оружие (что-то вроде бластера), с помощью которого можно отстреливаться от Терминаторов. Ещё можно подбирать и использовать гранаты. Но оружие используется только на первом уровне, ведь после того как Риз переместится в 1984 год, у него вообще не будет оружия, а врагов он сможет убивать только голыми руками.
На третьем и пятом уровнях происходят погони от T-800 на машине.
Локация на последнем шестом уровне — фабрика, на которой был уничтожен T-800 в гидравлическом прессе. Сначала Риз должен найти ключ от прохода к прессу, а потом приманить Терминатора к нему. Главное, чтобы сам Риз не попал под пресс (иначе игрок проиграет). После того как Терминатора раздавит гидравлический пресс, игра будет считаться пройденной.

## Оценки
| Иноязычные издания | Иноязычные издания |
| Издание            | Оценка             |
| ------------------ | ------------------ |
| EGM                | 20/40              |

Игра получила в основном смешанные и негативные оценки.
Издание Electronic Gaming Monthly в февральском номере 1993 года оценило игру в 20 баллов из 40 возможных на основе мнений четырёх рецензентов издания. Рецензенты были разочарованы слабым игровым процессом, плохим использованием потенциала лицензии по медиафраншизе «Терминатор», неудобным управлением и практическим отсутствием музыки.